# Como Eu Quero
"Como Eu Quero" é uma canção interpretada pela banda brasileira Kid Abelha e os Abóboras Selvagens em Seu Espião, o álbum de estreia deles lançado originalmente em 1984. Foi lançada como a segunda música de divulgação daquele álbum e, depois de atingir enorme popularidade nas estações de rádio de todo o país, acabou se tornando uma das canções mais reconhecidas da banda.

## Informação
Escrita pelos membros da banda Leoni e Paula Toller, a letra de "Como Eu Quero" apresenta uma personagem feminina manipuladora que está comunicando a seu namorado que só continuará com ele se ele for capaz de aceitar as mudanças que ela lhe propõe.

## Resposta

### A resposta de Caetano
De acordo com Caetano Veloso, a letra de sua composição "Não Enche", presente no álbum Livro de 1998, foi escrita como uma resposta à personagem maniqueísta de "Como Eu Quero".

### Relançamento e reconquista do sucesso
No início da década de 1990, foi gravada uma segunda versão para o álbum "Greatest Hits 80's" da banda: A canção ganhou novo vocal, com a voz de Paula Toller mais afinada do que nunca. Sendo até hoje, a versão mais executada nas rádios. Em 2004, vinte anos após seu lançamento original, a canção foi relançada para as rádios em versão acústica e conseguiu reconquistar parte de seu sucesso inicial.

## Outras versões
- Em 1995, a cantora Eliana de Lima regravou a canção.
- Na comemoração dos 20 anos do hit em 2004, Leoni, que é um dos compositores da música e ex-integrante da banda Kid Abelha e os Abóboras Selvagens, regravou para o CD e DVD ao vivo.
- Em 2007, a cantora Kelly Key regravou a música para o seu álbum 100%.
- Em 2010, a dupla sertaneja Maria Cecília & Rodolfo regravou para o DVD e CD Ao Vivo em São Paulo.
- Em 2021, a cantora Brisa Star lançou uma versão no gênero piseiro.[2]